# Кожаєво
Кожа́єво (рос. Кожаево) — присілок у складі Нікольського району Вологодської області, Росія. Входить до складу Краснополянського сільського поселення.

## Населення
Населення — 341 особа (2010; 347 у 2002).
Національний склад (станом на 2002 рік):
- росіяни — 100 %